# Česká hokejová extraliga 1999/2000
Česká hokejová extraliga 1999/2000 byla 7. ročníkem nejvyšší hokejové soutěže v České republice.

## Fakta
- 7. ročník samostatné české nejvyšší hokejové soutěže
- Nejlepší střelec základní části – Jiří Dopita HC Slovnaft Viva Vsetín 30 branek
- Nejlepší nahrávač – Richard Král HC Oceláři Třinec 53 nahrávek
- Vítěz kanadského bodování – Richard Král HC Oceláři Třinec
- Základní část – 49 utkání, 77 bodů / 24 branek + 53 nahrávek /
- Play off – 4 utkání, 2 body / 0 branek + 2 nahrávky /
- Celkem základní část + Play off – 53 utkání, 79 bodů / 24 branek + 55 nahrávek /
- V prolínací extraligové kvalifikaci uspělo HC Vítkovice proti HC Dukla Jihlava (vítěz 1. ligy)

### Systém soutěže
Všech 14 účastníků se v základní části utkalo nejprve čtyřkolově každý s každým. Prvních 8 celků postoupilo do play off, které se hrálo na tři vítězná utkání. Celek na 14. místě musel svoji extraligovou příslušnost obhajovat v baráži o extraligu, do které postoupil vítěz 1. ligy. Baráž o extraligu se hrála na 4 vítězná utkání.

## Kluby podle krajů
- Praha:
  - HC Slavia Praha
  - HC Sparta Praha
- Středočeský kraj:
  - HC Velvana Kladno
- Plzeňský kraj:
  - HC Keramika Plzeň
- Karlovarský kraj:
  - HC Becherovka Karlovy Vary
- Pardubický kraj:
  - HC IPB Pojišťovna Pardubice
- Ústecký kraj:
  - HC Chemopetrol Litvínov
- Moravskoslezský kraj:
  - HC Oceláři Třinec
  - HC Vítkovice
  - HC Femax Havířov
- Zlínský kraj:
  - HC Barum Continental Zlín
  - HC Slovnaft Viva Vsetín
- Jihočeský kraj:
  - HC České Budějovice
- Jihomoravský kraj:
  - HC Excalibur Znojemští Orli

## Konečná tabulka základní části
| Poř. | Tým                             | Z  | V  | R  | P  | VG  | OG  | B  |
| ---- | ------------------------------- | -- | -- | -- | -- | --- | --- | -- |
| 1.   | HC Sparta Praha (C)             | 52 | 34 | 8  | 10 | 193 | 112 | 76 |
| 2.   | HC Barum Continental Zlín       | 52 | 27 | 11 | 14 | 166 | 116 | 65 |
| 3.   | HC Slovnaft Viva Vsetín         | 52 | 28 | 9  | 15 | 160 | 140 | 65 |
| 4.   | HC Oceláři Třinec               | 52 | 29 | 6  | 17 | 192 | 154 | 64 |
| 5.   | HC Keramika Plzeň               | 52 | 26 | 11 | 15 | 151 | 113 | 63 |
| 6.   | HC České Budějovice             | 52 | 25 | 11 | 16 | 163 | 152 | 61 |
| 7.   | HC Chemopetrol Litvínov         | 52 | 22 | 11 | 19 | 151 | 140 | 55 |
| 8.   | HC IPB Pojišťovna Pardubice     | 52 | 18 | 9  | 25 | 153 | 173 | 45 |
| 9.   | HC Excalibur Znojemští Orli (N) | 52 | 16 | 11 | 25 | 140 | 169 | 43 |
| 10.  | HC Slavia Praha                 | 52 | 14 | 13 | 25 | 100 | 138 | 41 |
| 11.  | HC Becherovka Karlovy Vary      | 52 | 14 | 12 | 26 | 153 | 185 | 40 |
| 12.  | HC Velvana Kladno               | 52 | 13 | 12 | 27 | 121 | 164 | 38 |
| 13.  | HC Femax Havířov                | 52 | 14 | 10 | 28 | 130 | 173 | 38 |
| 14.  | HC Vítkovice                    | 52 | 10 | 14 | 28 | 117 | 161 | 34 |

Poznámky:
- (C) = držitel mistrovského titulu, (N) = nováček (minulou sezónu hrál nižší soutěž a postoupil)

## Pavouk play off
|  | Čtvrtfinále                 | Čtvrtfinále             |                         |   | Semifinále | Semifinále |  |  | Finále | Finále |
|  |                             |                         |                         |   |            |            |  |  |        |        |
|  |                             |                         |                         |   |            |            |  |  |        |        |
|  | HC Sparta Praha             | 3                       |                         |   |            |            |  |  |        |        |
|  | HC Sparta Praha             | 3                       |                         |   |            |            |  |  |        |        |
|  | HC IPB Pojišťovna Pardubice | 0                       |                         |   |            |            |  |  |        |        |
|  | HC IPB Pojišťovna Pardubice | 0                       | HC Sparta Praha         | 3 |            |            |  |  |        |        |
|  |                             |                         | HC Sparta Praha         | 3 |            |            |  |  |        |        |
|  |                             | HC Chemopetrol Litvínov | 0                       |   |            |            |  |  |        |        |
|  | HC Barum Continental Zlín   | HC Chemopetrol Litvínov | 0                       | 1 |            |            |  |  |        |        |
|  | HC Barum Continental Zlín   |                         |                         | 1 |            |            |  |  |        |        |
|  | HC Chemopetrol Litvínov     | 3                       |                         |   |            |            |  |  |        |        |
|  | HC Chemopetrol Litvínov     | 3                       | HC Sparta Praha         | 3 |            |            |  |  |        |        |
|  |                             |                         | HC Sparta Praha         | 3 |            |            |  |  |        |        |
|  |                             | HC Slovnaft Viva Vsetín | 0                       |   |            |            |  |  |        |        |
|  | HC Slovnaft Viva Vsetín     | HC Slovnaft Viva Vsetín | 0                       | 3 |            |            |  |  |        |        |
|  | HC Slovnaft Viva Vsetín     |                         |                         | 3 |            |            |  |  |        |        |
|  | HC České Budějovice         | 0                       |                         |   |            |            |  |  |        |        |
|  | HC České Budějovice         | 0                       | HC Slovnaft Viva Vsetín | 3 |            |            |  |  |        |        |
|  |                             |                         | HC Slovnaft Viva Vsetín | 3 |            |            |  |  |        |        |
|  |                             | HC Keramika Plzeň       | 0                       |   |            |            |  |  |        |        |
|  | HC Oceláři Třinec           | HC Keramika Plzeň       | 0                       | 1 |            |            |  |  |        |        |
|  | HC Oceláři Třinec           |                         |                         | 1 |            |            |  |  |        |        |
|  | HC Keramika Plzeň           | 3                       |                         |   |            |            |  |  |        |        |
|  | HC Keramika Plzeň           | 3                       |                         |   |            |            |  |  |        |        |

## Čtvrtfinále

### První čtvrtfinále
1. utkání
|  | HC Sparta Praha | 3 - 1         | HC IPB Pojišťovna Pardubice |  |
|  | HC Sparta Praha | (1:0,1:0,1:1) | HC IPB Pojišťovna Pardubice |  |

| Souhrn zápasu Report | Souhrn zápasu Report                                            | Souhrn zápasu Report | Souhrn zápasu Report      | Souhrn zápasu Report |
| -------------------- | --------------------------------------------------------------- | -------------------- | ------------------------- | -------------------- |
|                      | 7:05 David Výborný 26:46 Vladimír Vůjtek 42:49 František Kučera |                      | 54:49 Stanislav Procházka |                      |

2. utkání
|  | HC Sparta Praha | 2 - 1         | HC IPB Pojišťovna Pardubice |  |
|  | HC Sparta Praha | (0:0,2:1,0:0) | HC IPB Pojišťovna Pardubice |  |

| Souhrn zápasu Report | Souhrn zápasu Report                       | Souhrn zápasu Report | Souhrn zápasu Report | Souhrn zápasu Report |
| -------------------- | ------------------------------------------ | -------------------- | -------------------- | -------------------- |
|                      | 23:33 Jaroslav Hlinka 30:39 Martin Chabada |                      | 34:54 Michal Tvrdík  |                      |

3. utkání
|  | HC IPB Pojišťovna Pardubice | 1 - 5         | HC Sparta Praha |  |
|  | HC IPB Pojišťovna Pardubice | (0:2,0:2,1:1) | HC Sparta Praha |  |

| Souhrn zápasu Report | Souhrn zápasu Report | Souhrn zápasu Report | Souhrn zápasu Report                                                                                 | Souhrn zápasu Report |
| -------------------- | -------------------- | -------------------- | --- | -------------------- |
|                      | 42:32 Andrej Novotný |                      | 00:58 Václav Novák 16:57 Jiří Zelenka 21:53 Jiří Zelenka 34:35 Jaroslav Nedvěd 47:24 Patrik Martinec |                      |

- Vítěz HC Sparta Praha 3:0 na zápasy

### Druhé čtvrtfinále
1. utkání
|  | HC Barum Continental Zlín | 1 - 2         | HC Chemopetrol Litvínov |  |
|  | HC Barum Continental Zlín | (0:0,0:1,1:1) | HC Chemopetrol Litvínov |  |

| Souhrn zápasu Report | Souhrn zápasu Report | Souhrn zápasu Report | Souhrn zápasu Report                       | Souhrn zápasu Report |
| -------------------- | -------------------- | -------------------- | ------------------------------------------ | -------------------- |
|                      | 57:55 Petr Čajánek   |                      | 37:56 Vojtěch Kubinčák 40:16 Angel Nikolov |                      |

2. utkání
|  | HC Barum Continental Zlín | 2 - 4         | HC Chemopetrol Litvínov |  |
|  | HC Barum Continental Zlín | (1:0,0:2,1:2) | HC Chemopetrol Litvínov |  |

| Souhrn zápasu Report | Souhrn zápasu Report                      | Souhrn zápasu Report | Souhrn zápasu Report                                                             | Souhrn zápasu Report |
| -------------------- | ----------------------------------------- | -------------------- | -------------------------------------------------------------------------------- | -------------------- |
|                      | 19:10 Martin Kotásek 55:22 Lubomír Korhoň |                      | 29:17 Robert Reichel 33:40 Robert Reichel 46:25 Petr Rosol 50:05 Jindřich Kotrla |                      |

3. utkání
|  | HC Chemopetrol Litvínov | 2 - 3         | HC Barum Continental Zlín |  |
|  | HC Chemopetrol Litvínov | (0:1,1:1,1:1) | HC Barum Continental Zlín |  |

| Souhrn zápasu Report | Souhrn zápasu Report                     | Souhrn zápasu Report | Souhrn zápasu Report                                       | Souhrn zápasu Report |
| -------------------- | ---------------------------------------- | -------------------- | ---------------------------------------------------------- | -------------------- |
|                      | 26:58 Robert Reichel 53:46 Martin Štrbák |                      | 06:08 Martin Ambruz 30:33 Tomáš Žižka 42:01 Martin Kotásek |                      |

4. utkání
|  | HC Chemopetrol Litvínov | 3 - 1         | HC Barum Continental Zlín |  |
|  | HC Chemopetrol Litvínov | (0:0,0:0,3:1) | HC Barum Continental Zlín |  |

| Souhrn zápasu Report | Souhrn zápasu Report                                  | Souhrn zápasu Report | Souhrn zápasu Report | Souhrn zápasu Report |
| -------------------- | ----------------------------------------------------- | -------------------- | -------------------- | -------------------- |
|                      | 44:08 Petr Rosol 53:58 Martin Štrbák 59:17 Petr Rosol |                      | 49:19 Ondřej Veselý  |                      |

- Vítěz HC Chemopetrol Litvínov 3:1 na zápasy

### Třetí čtvrtfinále
1. utkání
|  | HC Slovnaft Viva Vsetín | 3 - 0         | HC České Budějovice |  |
|  | HC Slovnaft Viva Vsetín | (2:0,1:0,0:0) | HC České Budějovice |  |

| Souhrn zápasu Report | Souhrn zápasu Report                                   | Souhrn zápasu Report | Souhrn zápasu Report | Souhrn zápasu Report |
| -------------------- | ------------------------------------------------------ | -------------------- | -------------------- | -------------------- |
|                      | 10:57 Jan Tomajko 16:36 Jan Srdínko 29:20 Pavel Patera |                      |                      |                      |

2. utkání
|  | HC Slovnaft Viva Vsetín | 6 - 3         | HC České Budějovice |  |
|  | HC Slovnaft Viva Vsetín | (1:1,2:2,3:0) | HC České Budějovice |  |

| Souhrn zápasu Report | Souhrn zápasu Report | Souhrn zápasu Report | Souhrn zápasu Report                                    | Souhrn zápasu Report |
| -------------------- | --- | -------------------- | ------------------------------------------------------- | -------------------- |
|                      | 19:59 Ján Pardavý 21:10 Pavel Zubíček 25:57 Roman Stantien 42:39 Martin Paroulek 53:35 Zbyněk Mařák 58:55 Roman Stantien |                      | 15:44 Milan Nedoma 20:32 Filip Turek 31:29 Jiří Šimánek |                      |

3. utkání
|  | HC České Budějovice | 0 - 3         | HC Slovnaft Viva Vsetín |  |
|  | HC České Budějovice | (0:2,0:1,0:0) | HC Slovnaft Viva Vsetín |  |

| Souhrn zápasu Report | Souhrn zápasu Report | Souhrn zápasu Report | Souhrn zápasu Report                                        | Souhrn zápasu Report |
| -------------------- | -------------------- | -------------------- | ----------------------------------------------------------- | -------------------- |
|                      |                      |                      | 01:10 Martin Procházka 19:29 Jan Tomajko 33:32 Pavel Patera |                      |

- Vítěz HC Slovnaft Viva Vsetín 3:0 na zápasy

### Čtvrté čtvrtfinále
1. utkání
|  | HC Oceláři Třinec | 3 - 1         | HC Keramika Plzeň |  |
|  | HC Oceláři Třinec | (1:0,1:0,1:1) | HC Keramika Plzeň |  |

| Souhrn zápasu Report | Souhrn zápasu Report                                    | Souhrn zápasu Report | Souhrn zápasu Report | Souhrn zápasu Report |
| -------------------- | ------------------------------------------------------- | -------------------- | -------------------- | -------------------- |
|                      | 6:18 Václav Pletka 27:33 Václav Pletka 46:00 Jozef Daňo |                      | 53:23 Pavel Vostřák  |                      |

2. utkání
|  | HC Oceláři Třinec | 1 - 3         | HC Keramika Plzeň |  |
|  | HC Oceláři Třinec | (0:1,0:1,1:1) | HC Keramika Plzeň |  |

| Souhrn zápasu Report | Souhrn zápasu Report | Souhrn zápasu Report | Souhrn zápasu Report                                    | Souhrn zápasu Report |
| -------------------- | -------------------- | -------------------- | ------------------------------------------------------- | -------------------- |
|                      | 47:11 Jiří Žůrek     |                      | 6:01 Petr Kořínek 38:27 Milan Volák 49:23 Pavel Vostřák |                      |

3. utkání
|  | HC Keramika Plzeň | 9 - 0         | HC Oceláři Třinec |  |
|  | HC Keramika Plzeň | (1:0,7:0,1:0) | HC Oceláři Třinec |  |

| Souhrn zápasu Report | Souhrn zápasu Report | Souhrn zápasu Report | Souhrn zápasu Report | Souhrn zápasu Report |
| -------------------- | --- | -------------------- | -------------------- | -------------------- |
|                      | 2:44 Milan Antoš 22:21 Josef Řezníček 23:06 Pavel Vostřák 25:33 Milan Antoš 34:39 Petr Kořínek 36:21 Ivan Vlček 37:03 Petr Kořínek 37:31 Josef Řezníček 55:20 Josef Řezníček |                      |                      |                      |

4. utkání
|  | HC Keramika Plzeň | 4 - 3 SN          | HC Oceláři Třinec |  |
|  | HC Keramika Plzeň | (1:2,1:1,1:0,0:0) | HC Oceláři Třinec |  |

| Souhrn zápasu Report | Souhrn zápasu Report                                                                     | Souhrn zápasu Report | Souhrn zápasu Report                                  | Souhrn zápasu Report |
| -------------------- | ---------------------------------------------------------------------------------------- | -------------------- | ----------------------------------------------------- | -------------------- |
|                      | 12:10 Milan Volák 33:26 Pavel Vostřák 58:21 Martin Špaňhel rozhodující SN Josef Řezníček |                      | 9:41 Vladimír Vlk 11:14 Jozef Daňo 39:52 Viktor Ujčík |                      |

- Vítěz HC Keramika Plzeň 3:1 na zápasy

## Semifinále

### První semifinále
1. utkání
|  | HC Sparta Praha | 4 - 1         | HC Chemopetrol Litvínov |  |
|  | HC Sparta Praha | (3:1,1:0,0:0) | HC Chemopetrol Litvínov |  |

| Souhrn zápasu Report | Souhrn zápasu Report                                                                | Souhrn zápasu Report | Souhrn zápasu Report  | Souhrn zápasu Report |
| -------------------- | ----------------------------------------------------------------------------------- | -------------------- | --------------------- | -------------------- |
|                      | 07:57 Richard Žemlička 10:45 Michal Sýkora 19:03 Patrik Martinec 34:23 Jiří Zelenka |                      | 14:16 Jindřich Kotrla |                      |

2. utkání
|  | HC Sparta Praha | 3 - 1         | HC Chemopetrol Litvínov |  |
|  | HC Sparta Praha | (1:0,1:1,1:0) | HC Chemopetrol Litvínov |  |

| Souhrn zápasu Report | Souhrn zápasu Report                                           | Souhrn zápasu Report | Souhrn zápasu Report | Souhrn zápasu Report |
| -------------------- | -------------------------------------------------------------- | -------------------- | -------------------- | -------------------- |
|                      | 16:09 David Výborný 30:49 Martin Chabada 59:35 Patrik Martinec |                      | 27:34 Daniel Branda  |                      |

3. utkání
|  | HC Chemopetrol Litvínov | 3 - 4 SN          | HC Sparta Praha |  |
|  | HC Chemopetrol Litvínov | (1:2,0:1,2:0,0:0) | HC Sparta Praha |  |

| Souhrn zápasu Report | Souhrn zápasu Report                                           | Souhrn zápasu Report | Souhrn zápasu Report                                                                          | Souhrn zápasu Report |
| -------------------- | -------------------------------------------------------------- | -------------------- | --------------------------------------------------------------------------------------------- | -------------------- |
|                      | 05:45 Vojtěch Kubinčák 55:01 Robert Kysela 57:37 Robert Kysela |                      | 13:35 Michal Sýkora 18:53 Vladimír Vůjtek 24:06 Michal Sýkora rozhodující SN Richard Žemlička |                      |

- Vítěz HC Sparta Praha 3:0 na zápasy

### Druhé semifinále
1. utkání
|  | HC Slovnaft Viva Vsetín | 2 - 0         | HC Keramika Plzeň |  |
|  | HC Slovnaft Viva Vsetín | (1:0,0:0,1:0) | HC Keramika Plzeň |  |

| Souhrn zápasu Report | Souhrn zápasu Report                     | Souhrn zápasu Report | Souhrn zápasu Report | Souhrn zápasu Report |
| -------------------- | ---------------------------------------- | -------------------- | -------------------- | -------------------- |
|                      | 11:58 Jan Tomajko 49:29 Martin Procházka |                      |                      |                      |

2. utkání
|  | HC Slovnaft Viva Vsetín | 3 - 2         | HC Keramika Plzeň |  |
|  | HC Slovnaft Viva Vsetín | (1:0,0:0,2:2) | HC Keramika Plzeň |  |

| Souhrn zápasu Report | Souhrn zápasu Report                                   | Souhrn zápasu Report | Souhrn zápasu Report                        | Souhrn zápasu Report |
| -------------------- | ------------------------------------------------------ | -------------------- | ------------------------------------------- | -------------------- |
|                      | 12:42 Jan Srdínko 47:06 Pavel Patera 58:19 Jan Tomajko |                      | 47:42 Michal Jeslínek 51:35 Michal Jeslínek |                      |

3. utkání
|  | HC Keramika Plzeň | 2 - 3 PP          | HC Slovnaft Viva Vsetín |  |
|  | HC Keramika Plzeň | (1:1,0:0,1:1,0:1) | HC Slovnaft Viva Vsetín |  |

| Souhrn zápasu Report | Souhrn zápasu Report                      | Souhrn zápasu Report | Souhrn zápasu Report                                       | Souhrn zápasu Report |
| -------------------- | ----------------------------------------- | -------------------- | ---------------------------------------------------------- | -------------------- |
|                      | 14:16 Michal Straka 41:37 Jaroslav Špelda |                      | 08:12 Ján Pardavý 50:07 Alexej Jaškin PP 64:03 Jan Tomajko |                      |

- Vítěz HC Slovnaft Viva Vsetín 3:0 na zápasy

## Finále
1. utkání
|  | HC Sparta Praha | 4 - 2           | HC Slovnaft Viva Vsetín |  |
|  | HC Sparta Praha | (0:0, 2:2, 2:0) | HC Slovnaft Viva Vsetín |  |

| Souhrn zápasu Report | Souhrn zápasu Report                                                              | Souhrn zápasu Report | Souhrn zápasu Report                   | Souhrn zápasu Report |
| -------------------- | --------------------------------------------------------------------------------- | -------------------- | -------------------------------------- | -------------------- |
|                      | 25:53 Jaroslav Hlinka 36:06 Richard Žemlička 41:41 Jiří Zelenka 59:56 Michal Broš |                      | 25:03 Ján Pardavý 38:05 Radek Bělohlav |                      |

2. utkání
|  | HC Sparta Praha | 4 - 0           | HC Slovnaft Viva Vsetín |  |
|  | HC Sparta Praha | (1:0, 2:0, 1:0) | HC Slovnaft Viva Vsetín |  |

| Souhrn zápasu Report | Souhrn zápasu Report                                                                 | Souhrn zápasu Report | Souhrn zápasu Report | Souhrn zápasu Report |
| -------------------- | ------------------------------------------------------------------------------------ | -------------------- | -------------------- | -------------------- |
|                      | 7:50 Richard Žemlička 30:54 Richard Žemlička 35:48 Michal Sýkora 57:25 Michal Sýkora |                      |                      |                      |

3. utkání
|  | HC Slovnaft Viva Vsetín | 0 - 1           | HC Sparta Praha |  |
|  | HC Slovnaft Viva Vsetín | (0:0, 0:0, 0:1) | HC Sparta Praha |  |

| Souhrn zápasu Report | Souhrn zápasu Report | Souhrn zápasu Report | Souhrn zápasu Report | Souhrn zápasu Report |
| -------------------- | -------------------- | -------------------- | -------------------- | -------------------- |
|                      |                      |                      | 48:28 David Výborný  |                      |

- Vítěz HC Sparta Praha 3:0 na zápasy

## Baráž o extraligu
- V baráži uspěl tým HC Vítkovice 4 : 0 na zápasy a udržel se tak v nejvyšší soutěži.

1. utkání
|  | HC Vítkovice | 3 - 0         | HC Dukla Jihlava |  |
|  | HC Vítkovice | (1:0,1:0,1:0) | HC Dukla Jihlava |  |

| Souhrn zápasu Report | Souhrn zápasu Report                                     | Souhrn zápasu Report | Souhrn zápasu Report | Souhrn zápasu Report |
| -------------------- | -------------------------------------------------------- | -------------------- | -------------------- | -------------------- |
|                      | 15:37 Roman Kaděra 30:16 Ivan Padělek 43:22 Roman Kaděra |                      |                      |                      |

2. utkání
|  | HC Vítkovice | 3 - 1         | HC Dukla Jihlava |  |
|  | HC Vítkovice | (1:1,2:0,0:0) | HC Dukla Jihlava |  |

| Souhrn zápasu Report | Souhrn zápasu Report                                     | Souhrn zápasu Report | Souhrn zápasu Report | Souhrn zápasu Report |
| -------------------- | -------------------------------------------------------- | -------------------- | -------------------- | -------------------- |
|                      | 07:30 Ivan Padělek 35:24 Daniel Seman 39:23 Roman Kaděra |                      | 11:09 Jiří Cihlář    |                      |

3. utkání
|  | HC Dukla Jihlava | 2 - 3         | HC Vítkovice |  |
|  | HC Dukla Jihlava | (0:1,2:2,0:0) | HC Vítkovice |  |

| Souhrn zápasu Report | Souhrn zápasu Report                    | Souhrn zápasu Report | Souhrn zápasu Report                                       | Souhrn zápasu Report |
| -------------------- | --------------------------------------- | -------------------- | ---------------------------------------------------------- | -------------------- |
|                      | 31:46 Miroslav Duben 32:07 Daniel Hodek |                      | 02:42 Ivan Padělek 26:10 Martin Tomášek 33:14 Ivan Padělek |                      |

4. utkání
|  | HC Dukla Jihlava | 1 - 2 PP          | HC Vítkovice |  |
|  | HC Dukla Jihlava | (1:0,0:0,0:1,0:1) | HC Vítkovice |  |

| Souhrn zápasu Report | Souhrn zápasu Report | Souhrn zápasu Report | Souhrn zápasu Report                      | Souhrn zápasu Report |
| -------------------- | -------------------- | -------------------- | ----------------------------------------- | -------------------- |
|                      | 17:23 Jiří Cihlář    |                      | 42:10 David Moravec PP 63:20 Roman Kaděra |                      |

## Nejproduktivnější hráči základní části
Toto je konečné pořadí hráčů podle dosažených bodů. Za jeden vstřelený gól nebo přihrávku na gól hráč získal jeden bod.
| Poř. | Hráč            | Tým                       | Z  | G  | A  | B  | TM | +/- |
| ---- | --------------- | ------------------------- | -- | -- | -- | -- | -- | --- |
| 1.   | Richard Král    | HC Oceláři Třinec         | 49 | 24 | 53 | 77 | 85 | 22  |
| 2.   | David Výborný   | HC Sparta Praha           | 50 | 25 | 38 | 63 | 34 | 31  |
| 3.   | Jiří Dopita     | HC Slovnaft Viva Vsetín   | 49 | 30 | 29 | 59 | 85 | 26  |
| 4.   | Robert Reichel  | HC Chemopetrol Litvínov   | 45 | 25 | 32 | 57 | 26 | 2   |
| 5.   | Petr Čajánek    | HC Barum Continental Zlín | 50 | 23 | 34 | 57 | 66 | 33  |
| 6.   | Jaroslav Hlinka | HC Sparta Praha           | 49 | 20 | 37 | 57 | 51 | 35  |
| 7.   | Marek Zadina    | HC Oceláři Třinec         | 45 | 18 | 38 | 56 | 22 | 19  |
| 8.   | Patrik Martinec | HC Sparta Praha           | 51 | 16 | 39 | 55 | 22 | 35  |
| 9.   | Ján Pardavý     | HC Slovnaft Viva Vsetín   | 52 | 25 | 27 | 52 | 67 | 24  |
| 10.  | Filip Turek     | HC České Budějovice       | 51 | 20 | 31 | 51 | 73 | 6   |

## Nejproduktivnější hráči play-off
Toto je konečné pořadí hráčů podle dosažených bodů. Za jeden vstřelený gól nebo přihrávku na gól hráč získal jeden bod.
| Poř. | Hráč             | Tým                     | Z | G | A | B  | TM | +/- |
| ---- | ---------------- | ----------------------- | - | - | - | -- | -- | --- |
| 1.   | David Výborný    | HC Sparta Praha         | 9 | 3 | 8 | 11 | 4  | 5   |
| 2.   | František Kučera | HC Sparta Praha         | 9 | 1 | 9 | 10 | 4  | 3   |
| 3.   | Richard Žemlička | HC Sparta Praha         | 9 | 5 | 4 | 9  | 12 | 9   |
| 4.   | Jan Tomajko      | HC Slovnaft Viva Vsetín | 9 | 5 | 4 | 9  | 2  | 4   |
| 5.   | Jiří Zelenka     | HC Sparta Praha         | 9 | 4 | 5 | 9  | 8  | 7   |
| 6.   | Petr Kořínek     | HC Keramika Plzeň       | 7 | 3 | 6 | 9  | 35 | 3   |
| 7.   | Ján Pardavý      | HC Slovnaft Viva Vsetín | 9 | 3 | 6 | 9  | 22 | 4   |
| 8.   | Michal Sýkora    | HC Sparta Praha         | 9 | 5 | 3 | 8  | 8  | 5   |
| 9.   | Robert Reichel   | HC Chemopetrol Litvínov | 7 | 3 | 4 | 7  | 2  | 6   |
| 10.  | Pavel Patera     | HC Slovnaft Viva Vsetín | 9 | 3 | 4 | 7  | 8  | 1   |

| Umístění         | Mužstvo                 | Hráči |
| ---------------- | ----------------------- | --- |
| Zlatá medaile    | HC Sparta Praha         | Brankáři: Petr Bříza, Petr Přikryl Obránci: František Kučera, Jaroslav Nedvěd, Michal Sýkora, František Ptáček, Pavel Šrek, Ladislav Benýšek, Miha Rebolj, Martin Holý Útočníci: David Výborný, Jaroslav Hlinka, Patrik Martinec, Richard Žemlička, Jiří Zelenka, Michal Broš, Vladimír Vůjtek, Ondřej Kratěna, Václav Novák, Václav Eiselt, Martin Chabada, Petr Havelka, Pavel Kašpařík, Josef Slanec, Jaroslav Roubík Trenéři Pavel Richter, později František Výborný a Pavel Hynek                                                 |
| Stříbrná medaile | HC Slovnaft Viva Vsetín | Brankáři: Roman Čechmánek, Ivo Pešat, Luděk Slabý Obránci: Radim Tesařík, Libor Zábranský, Alexej Jaškin, Jan Srdínko, Petr Kuboš, Pavel Zubíček, Jiří Veber, Petr Suchý, Zbyněk Spitzer Útočníci: Jiří Dopita, Ján Pardavý, Radek Bělohlav, Zbyněk Mařák, Roman Stantien, Martin Paroulek, Pavel Patera, Martin Procházka, Jan Tomajko, Oleg Antoněnko, Petr Žajgla, Martin Vozdecký, Jukka Seppo, Radim Kucharczyk, Marko Palo, Ondřej Kavulič, Josef Mikeš, Jiří Hudler, Vitalij Karamnov Trenéři Zdislav Tabara a Miroslav Venkrbec |
| Bronzová medaile | HC Keramika Plzeň       | Brankáři: Dušan Salfický, Robert Slávik, Petr Jež Obránci: Josef Řezníček, Petr Kadlec, Martin Čech, Jiří Hanzlík, Ivan Vlček, Jaroslav Špelda, Petr Chvojka, Jiří Dobrovolný, Martin Výborný Útočníci: Pavel Vostřák, Martin Špaňhel, Petr Kořínek, Michal Straka, Zdeněk Sedlák, Milan Antoš, Milan Volák, David Pospíšil, Josef Straka, Jiří Jelen, Mojmír Musil, Petr Úlehla, Michal Herzig, Radek Svoboda, Michal Jeslínek Trenéři Marek Sýkora a Radim Rulík                                                                      |

## Rozhodčí
Rozhodčí Jiří Balej byl obviněn z podílu na pojišťovacích podvodech a během sezony spáchal sebevraždu skokem pod vlak poblíž Slaného.

### Hlavní
- Všichni

- Jiří Balej (do 28. kola)
- Petr Bolina
- Oldřich Brada
- Ivo Haber
- Roman Haškovec
- Jaroslav Havlík
- Martin Homola
- Radek Husička
- Milan Kolísek
- Milan Minář
- František Rejthar
- Tomáš Svoboda
- Vladimír Šindler
- Tomáš Turčan
- Ladislav Vokurka

### Čároví
- Všichni

- Miloš Bádal –  Roman Pouzar
- Stanislav Barvíř –  Petr Blümel
- Jaromír Bláha –  Petr Charvát
- Václav Český –  Evžen Kostka
- Vilém Cambal –  Michal Unzeitig
- Jan Čížek –  Jan Padevět
- Pavel Fiala –  Alexandr Fedoročko
- Roman Frühauf –  Tomáš Průcha
- Miroslav Dvořák –  Radovan Křivský
- Václav Guth –  David Rittich
- Roman Hejduk –  David Jonáš
- Jaroslav Grochol –  Radek Vöröš
- Tomáš Pešek –  Ladislav Rouspetr
- Luboš Chytil –  Miroslav Pospíšil
- Petr Hauser –  Aleš Pokorný
- Jiří Kareš –  Jiří Pešan